# Céramique bleue de Fès
 (juin 2024).

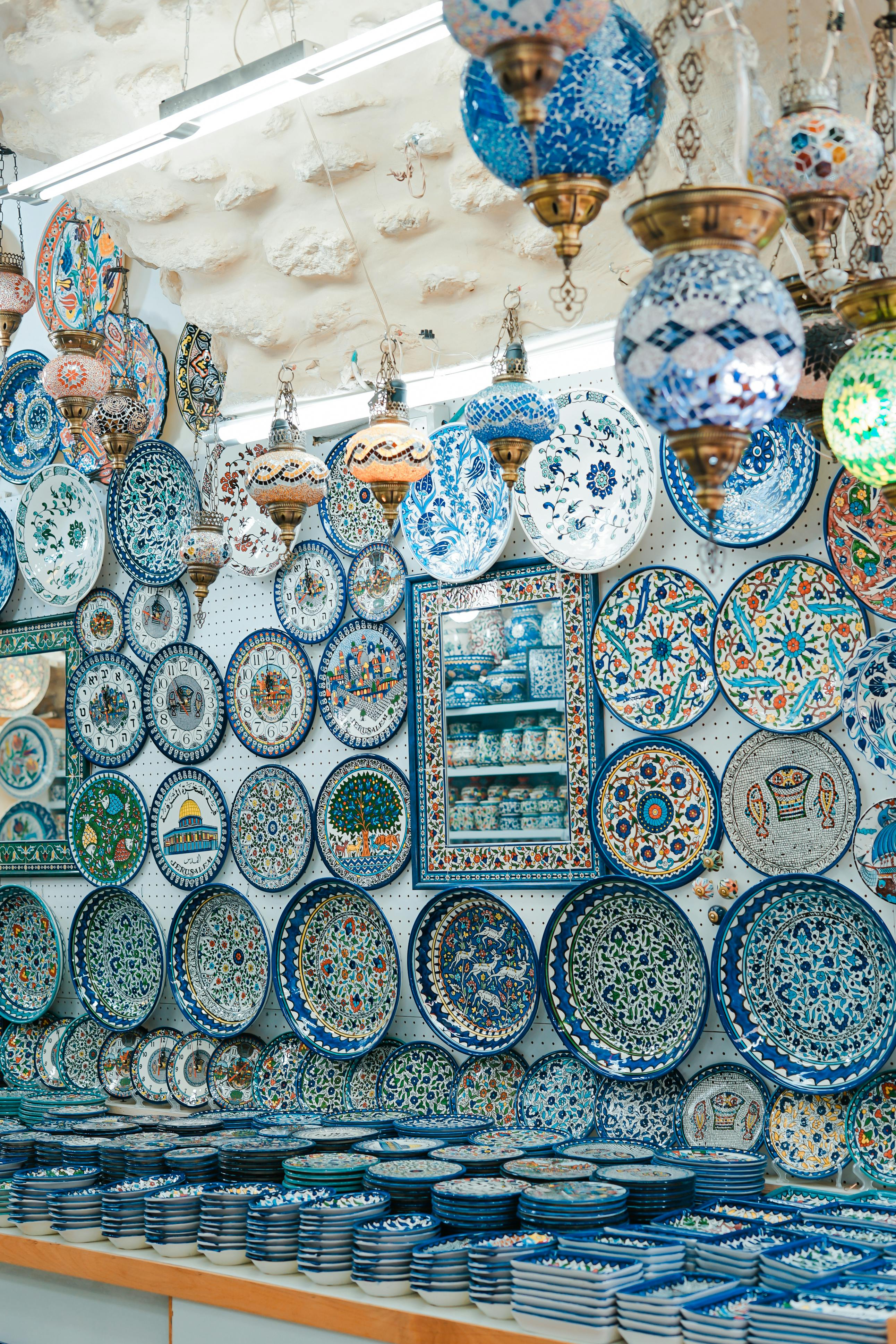
Céramique bleue

La céramique bleue de Fès est une spécialité artisanale marocaine reconnue pour son utilisation distinctive du bleu cobalt. Fès, l'une des villes impériales du Maroc, est un centre historique de cette tradition céramique, dont les origines, fortement inspirées par des échanges avec la Manufacture de Sèvres, remontent à l'époque coloniale.  Les pièces de céramique de Fès se distinguent par leurs motifs élaborés et leurs techniques de décoration précises.

## Histoire

### Couleur bleu cobalt
Le bleu cobalt est la couleur emblématique des céramiques de Fès. Cette teinte est obtenue à partir de minerai de cobalt. Jusqu'au milieu du XIXe siècle, ce cobalt contenait du nickel, ce qui donnait une nuance plus légère. Après 1853, des techniques d'affinement ont permis d'obtenir un bleu cobalt plus pur et profond, sans nickel, caractéristique des pièces de Fès.

### Motifs décoratifs
Les céramiques de Fès présentent une variété de motifs, souvent peints à la main sur une base d'émail blanc:
Floraux : Feuilles de palmier, rouleaux de vigne, amandes et diverses fleurs.
Géométriques : Étoiles multipointes et polygones, souvent autour d'un médaillon central.
Épigraphiques : Lettres coufiques stylisées.
Marins et Entrelacs : Représentations de caravelles et motifs décoratifs avec des festons et des cercles.

### Évolution des styles
Les céramiques de Fès ont évolué au fil du temps, intégrant des influences andalouses et ottomanes. Les couleurs traditionnelles incluent le marron, le vert, le jaune d'or et le bleu. Les artisans contemporains combinent ces éléments traditionnels avec des formes modernes, telles que des services à thé et des vases.

### Processus de fabrication[3]
- Préparation de l'argile : L'argile est sélectionnée et préparée pour garantir la qualité des pièces. Elle est ensuite modelée sur un tour de potier.

- Application de l'émail : Les objets sont recouverts d'un émail blanc, qui sert de fond pour les décorations.

- Décoration et peinture : Les motifs sont peints à la main avec des oxydes métalliques, principalement du cobalt pour le bleu.

- Cuisson : Les pièces décorées sont cuites à haute température pour fixer l'émail et les couleurs.

### Importance culturelle et économique
La céramique bleue de Fès joue un rôle important dans la préservation du patrimoine culturel marocain. Les techniques artisanales sont transmises de génération en génération dans les ateliers de la ville.

### Impact économique
La production de céramique constitue une part significative de l'économie locale à Fès. Les ateliers attirent des visiteurs et des acheteurs internationaux, ce qui contribue à l'économie de la ville.

### Reconnaissance mondiale
Les céramiques de Fès sont reconnues pour leur qualité et leur esthétique. Elles sont exportées et prisées par les collectionneurs et amateurs d'art du monde entier.